# Syntrichia papillosissima
A Syntrichia papillosissima egy lombosmoha faj a Pottiaceae családból. Nagyon hasonlít a Syntrichia ruralis-hoz, az ún. Syntrichia ruralis agg. tagja.

## Megjelenése
Szárazon a nyelv alakú levelei enyhén csavarodottak, nedvesen pedig szétállók, visszahajlóak. A levélcsúcs lekerekített vagy hegyes, de nem folyamatosan keskenyedő hanem hirtelen. A levélér tüskés szőrszálba fut ki ami a tövénél barna, de a többi része átlátszó. A levélszegély a legtöbbször a csúcsig begöngyölt. Ezek a tulajdonságok illenek a S. ruralis-ra is, a fő elkülönítő bélyeg a levélsejtek papillázottsága, a papillák a sejtek jellegzetes alakú kitüremkedései. A S. ruralis papillái kétágúak, míg a S. papillosissima papillái sokkal elágazóbbak 4-6 ágú (csillag alakú) is lehet.

## Elterjedése és élőhelye
Európa egész területén előfordul, Északkelet-, Közép- és Délnyugat-Ázsiában, Észak-Amerikában és Észak-Afrikában is megtalálható. Főleg hegyvidékeken, magashegységekben sziklákon élő faj. Magyarországon ritka.

## Szinonimái
A faj jelenlegi tudományos latin neve: Syntrichia papillosissima (Copp.) Loeske; a következő régi, szinonim tudományos nevei voltak:
- Tortula papillosissima (Copp.) Broth.
- Tortula ruralis var. hirsuta (Venturi) Paris
- Barbula ruralis var. hirsuta Venturi